# Contrasta
Contrasta (en euskera y oficialmente Kontrasta) es un concejo del municipio de Valle de Arana, en la provincia de Álava, País Vasco (España).

## Historia
En 1256, Alfonso X el Sabio funda y concede el título de villa a Contrasta debido a su situación estratégica, cerrando el Valle de Arana por el este y por su cercanía de la frontera castellano-navarra.
La villa medieval se componía de un recinto amurallado que unía una torre al norte con la iglesia-fortaleza al sur.
Carlos II de Navarra conquista la villa en 1368 y en 1377 vuelve a Castilla, reconquistada por Ruy Díaz de Rojas bajo el reinado de don Enrique de Trastámara.
En el contexto de las luchas banderizas, comienza la presencia de los Lazcano, destacado linaje de los oñacinos guipuzcoanos, después de entroncarse con los Gauna, procedentes de la Llanada Alavesa oriental. Los desmanes de estos Parientes Mayores con sus vasallos y las villas vecinas, dan lugar a numerosos enfrentamientos y pleitos a finales del siglo XV y principios del siglo XVI. El punto álgido de estos conflictos tiene lugar en 1479 cuando un nutrido grupo de 400 peones y 36 hombres a caballo, reunido por sus rivales gamboínos Guevara y Ayala, así como por las Hermandades de Álava, atacó la casa-torre de los Lazcano, construida junto a la ermita de Nuestra Señora de Elizmendi, y dieron muerte de un flechazo a Juan de Lazcano, mientras negociaba desde una de las ventanas.
Contrasta fue una localidad importante en la provincia de Álava, aunque su importancia fue decayendo tras la Edad Media, hasta que en los años 50 comenzase el éxodo rural. Muchas tierras de cultivo quedaron abandonadas y, como el resto del valle, quedó reducido el núcleo a una aldea que sobrevive de la agricultura.
Merece la pena visitar sus montes. Existen rutas señalizadas para hacer senderismo; éstas son unas de los menos influenciadas por la acción humana de toda la provincia de Álava.
En el año 2006 celebró su 750 aniversario.

## Demografía
| Gráfica de evolución demográfica de Contrasta entre 1842 y 1940 |
| |
| Población de derecho según los censos de población del INE Población de hecho según los censos de población del INEEntre el censo de 1950 y el anterior, este municipio desaparece porque se agrupa en el municipio 01056 (Valle de Arana) |

| Gráfica de evolución demográfica de Contrasta entre 2000 y 2017 |
|                                                                 |
| Población de derecho según los censos de población del INE.     |

## Cultura

### Patrimonio material

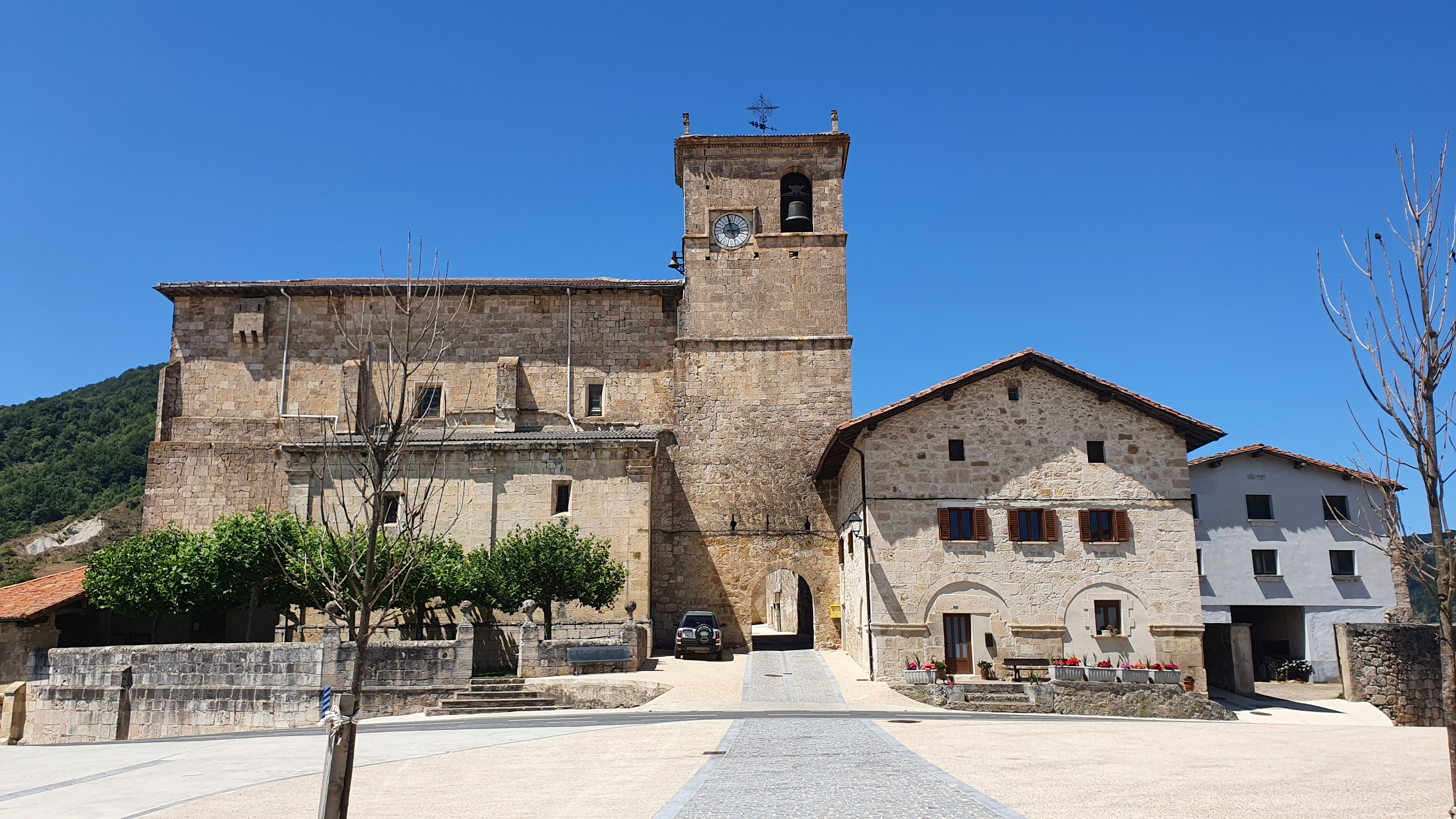
Kontrasta, (Harana, Araba), plaza

- Kontrasta, (Harana, Araba), plazaIglesia de la Asunción de Nuestra Señora (Contrasta). El templo, de los siglo XV y siglo XVI, tiene planta rectangular con cabecera recta, cubierta con bóveda nervada de terceletes en el presbiterio y bóvedas nervadas en la nave. Destaca su retablo mayor renacentista-plateresco del siglo XVI, con relieves de la Anunciación, la Natividad y la Visitación, y una imagen central neoclásica. Cuenta con capillas laterales dedicadas a la Inmaculada y San Isidro, un baptisterio con reja neoclásica y un púlpito renacentista con decoración esculpida. El coro del siglo XVI, con arco rebajado y clave con escudo, se apoya sobre pilares con basas góticas, y la sacristía del siglo XVI-XVII conserva una bóveda nervada y un confesionario del siglo XVIII.[8]
- Ermita de Nuestra Señora de Elizmendi. De origen románico, tiene una planta rectangular con cabecera semicircular, cubierta por una bóveda de horno y un arco triunfal sin decorar. En el ábside se conservan canes decorados con motivos populares como cruces, rosetas, un cerdo y un crucificado, algunos con influencias romanas, así como lápidas romanas incrustadas con epígrafes. Destaca su retablo mayor barroco del siglo XVIII, con cuatro columnas salomónicas y una imagen central de Nuestra Señora de Elizmendi del siglo XVI, similar a las "Andra Maris", flanqueada por tallas de San Roque y San Lorenzo del siglo XVIII.[8]